# Arnihaaggen
Arnihaaggen är en bergstopp i Schweiz. Den ligger i kantonen Obwalden, i den centrala delen av landet, 50 km öster om huvudstaden Bern. Toppen på Arnihaaggen är 2 216 meter över havet.